# الزرير (ذي السفال)

تعديل مصدري - تعديل

الزرير محلة تابعة لقرية النصيل، التابعة لعزلة العداني بمديرية ذي السفال إحدى مديريات محافظة إب في الجمهورية اليمنية، بلغ تعداد سكانها 164 حسب تعداد اليمن لعام 2004.